# Parshuram
Parshuram è un sottodistretto (upazila) del Bangladesh situato nel distretto di Feni, divisione di Chittagong. Si estende su una superficie di 196,61 km² e conta una popolazione di 176.731 abitanti (dato censimento 1991).